# Woo Sun-hee
Woo Sun-hee (1 de julho de 1978) é uma handebolista sul-coreana, medalhista olímpica.
Woo Sun-hee fez parte da geração medalha de prata em Atenas 2004. 